# Mbinga (huyện)
Mbinga là một huyện thuộc vùng Ruvuma, Tanzania. Thủ phủ của huyện Mbinga đóng tại Mbinga Urban. Huyện Mbinga có diện tích 11396 ki lô mét vuông. Đến thời điểm điều tra dân số ngày 25 tháng 8 năm 2002, huyện Mbinga có dân số 403819 người.